# Arroyo Yacaré Grande
El arroyo Yacaré Grande, también denominado arroyo Yacaré Cururú es un curso de agua uruguayo que atraviesa el departamento de  Artigas perteneciente a la cuenca hidrográfica del Río de la Plata.
Nace en la Cuchilla Yacaré Cururú y desemboca en el río Cuareim.